# Baksay Leona
Baksay Leona (Nagykáta, 1915. – 2005.) biológus, botanikus. Botanikai szakmunkákban nevének rövidítése: „Baksay”.

## Életrajza
Apja gyógyszerész, anyja tanítónő volt. Érettségi után természetrajz–földrajz szakot végzett tanárképző főiskolán, majd továbbképzés céljából beiratkozott a Budapesti Tudományegyetem Bölcsészeti Karára. A Növényrendszertani Intézetbe vették fel. 1945-ben doktorált. Ezt követően a Nemzeti Múzeum Növénytárában dolgozott különböző beosztásokban 1957-ig. 1958 júniusában került Szentendrére.
Fő területe a citotaxonómia volt.